# Edvard Oredsson
Håkan Edvard Oredsson, född 20 februari 1896 i Jämshögs församling, Blekinge län, död 3 november 1988 i Västerleds församling, Stockholm, var en svensk överdirektör.
Oredsson avlade realexamen 1912, anställdes vid Statens Järnvägar 1915, var överinspektör 1945, överdirektör 1949–1962 och chef för Svenska Järnvägsföreningen 1962–1971. Han var sekreterare i kommittén för utredning om förstatligande av enskilda järnvägar 1934–1936, Statens Järnvägars förstatligandeberedning 1939–1948, ledamot av 1946 års klassificeringskommitté, Statens Järnvägars tjänstgöringsnämnd 1948, ordförande i Statens Järnvägars museinämnd 1944–1963, ledamot av 1949 års tjänsteförteckningskommitté, ordförande i trafikavdelningens undervisningskommitté 1945–1948, ledamot av Statens Järnvägars befälsförbunds centralstyrelse 1926–1945 och sekreterare i Trafiktjänstemännens riksförbund 1937–1945. Han var ledamot av redaktionskommittén för SJ-Nytt 1945–1962, styrelseledamot i Carnegiestiftelsen från 1962 och ledamot av biltrafiknämnden 1956–1965.
Edvard Oredsson var son till stationskarlen Ored Persson och hans hustru Elna Jönsdotter. Han var far till Lars Oredsson och farfar till Thomas Oredsson samt farbror till Malte Oredsson.